# 美國陸軍第100步兵師
第100訓練師（英語：100th Training Division）是美國陸軍的一個師級部隊，也是美國陸軍預備役的一個訓練師。駐紮於諾克斯堡，因為其番號為「100th」，因此也被稱作「世紀師」。第100步兵師於1918年成立，但沒有投入第一次世界大戰。1921年6月24日改為預備役單位。
1944年10月前往歐洲參加第二次世界大戰，穿越佛日山脈突破德國防線，攻下比奇等400多個城鎮。1946年10月15日重新指定為第100空降師，1952年再次改名為第100步兵師。1959年更改為第100師（訓練），1994年改名為第100師（機構培訓），2009年改為第100訓練師。

## 外部連結
- 官方網站 （页面存档备份，存于）